# Douglas F5D
Die Douglas F5D Skylancer war eine Weiterentwicklung der F4D Skyray für die US Navy. Sie entstand aus der Allwetterversion der F4D-2N. Das Design wurde überarbeitet und besser an das J57-Triebwerk angepasst.
Als die Unterschiede zur F4D zu groß wurden, wurde das Flugzeug in F5D umbenannt. Die meisten Rumpfteile wurden komplett umkonstruiert und das Flugzeug wurde 2,4 Meter länger. Nur die Tragflächenform blieb größtenteils erhalten, obwohl die Trägflächendicke abgesenkt wurde. Hauptziel war die Erhöhung der Flugstabilität bei großen Geschwindigkeiten.
Obwohl sie vier 20-mm-Kanonen in den Tragflächen besaß, war die Hauptbewaffnung Raketen. Sie konnte entweder vier AIM-9 Sidewinders oder zwei AIM-7 Sparrow tragen wie auch eine Batterie von 72 ungesteuerten 51-mm-Raketen.
Neun Testmaschinen wurden bestellt und danach noch 51 Serienmaschinen. Der Erstflug erfolgte am 21. April 1956. Auf diesem Überschallflug zeigte die Maschine gute Flugeigenschaften sowie exzellente Leistungen. Nachdem vier Maschinen gebaut wurden, stornierte die US Navy die Bestellungen. Sie bestellte stattdessen die Chance Vought F8U Crusader. Einige Luftfahrthistoriker glauben, dass dies mehr politische als sachliche Gründe hatte; da Douglas bereits viele US-Navy-Flugzeuge produzierte, sollten andere Hersteller auch zum Zuge kommen.

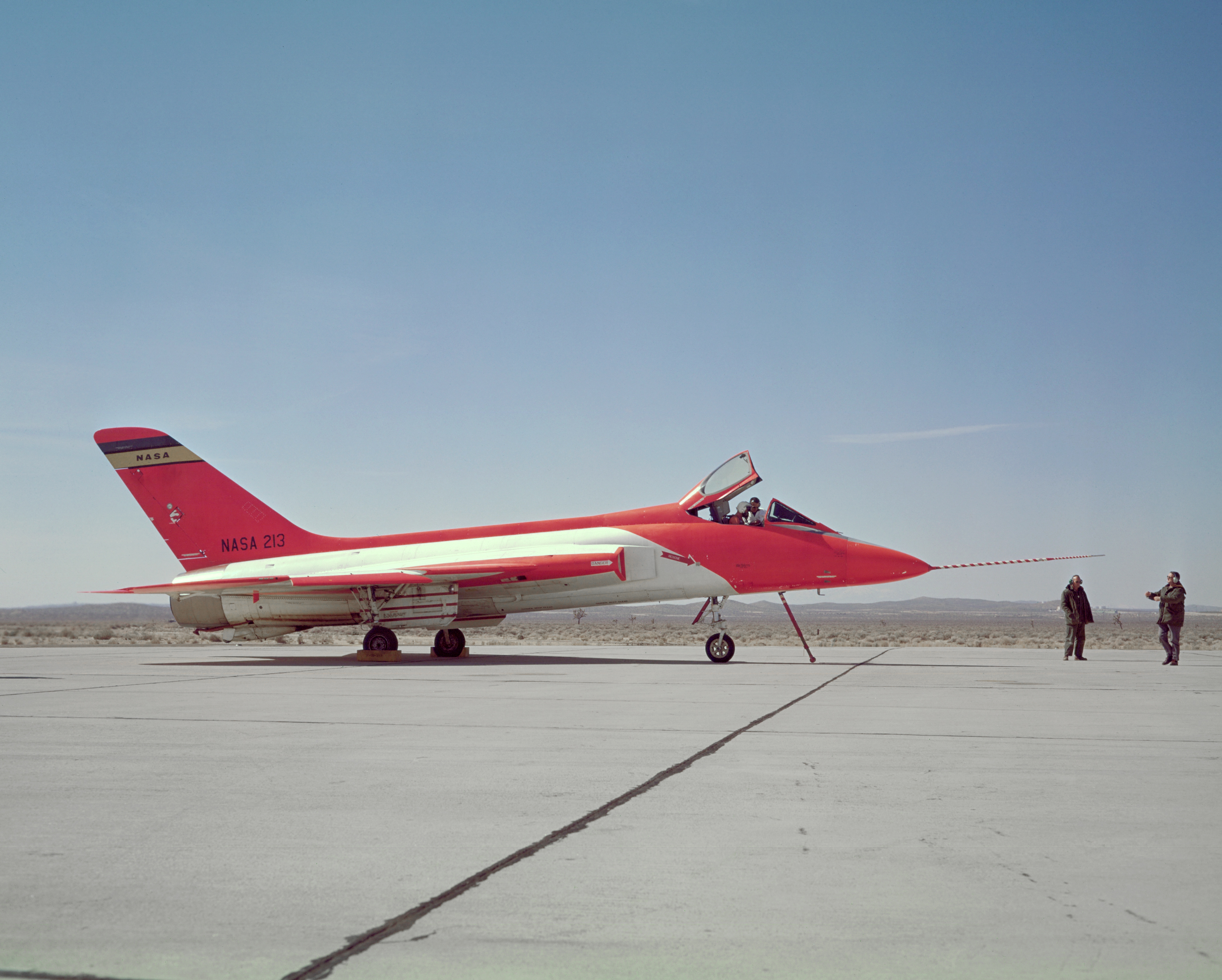
Eine F5D-1 der NASA 1961

Die vier Maschinen wurden in diversen militärischen Testprogrammen verwendet. Zwei Maschinen wurden 1961 ausgemustert. Die beiden anderen gingen zum National Advisory Committee for Aeronautics (NACA), um als Test für Überschall-Passagierflugzeuge zu dienen. Die Erkenntnisse flossen auch in das europäische Concorde-Programm ein. Ein Flugzeug wurde 1968 ausgemustert. Das zweite Flugzeug flog auch für das Raumgleiterprogramm X-20 DynaSoar, das allerdings am 10. Dezember 1963 aufgegeben worden war.
Ein Flugzeug existiert noch heute im Armstrong Air and Space Museum in Wapakoneta. Der Astronaut Neil Armstrong flog dieses Flugzeug im Dyna-Soar-Programm.

## Technische Daten

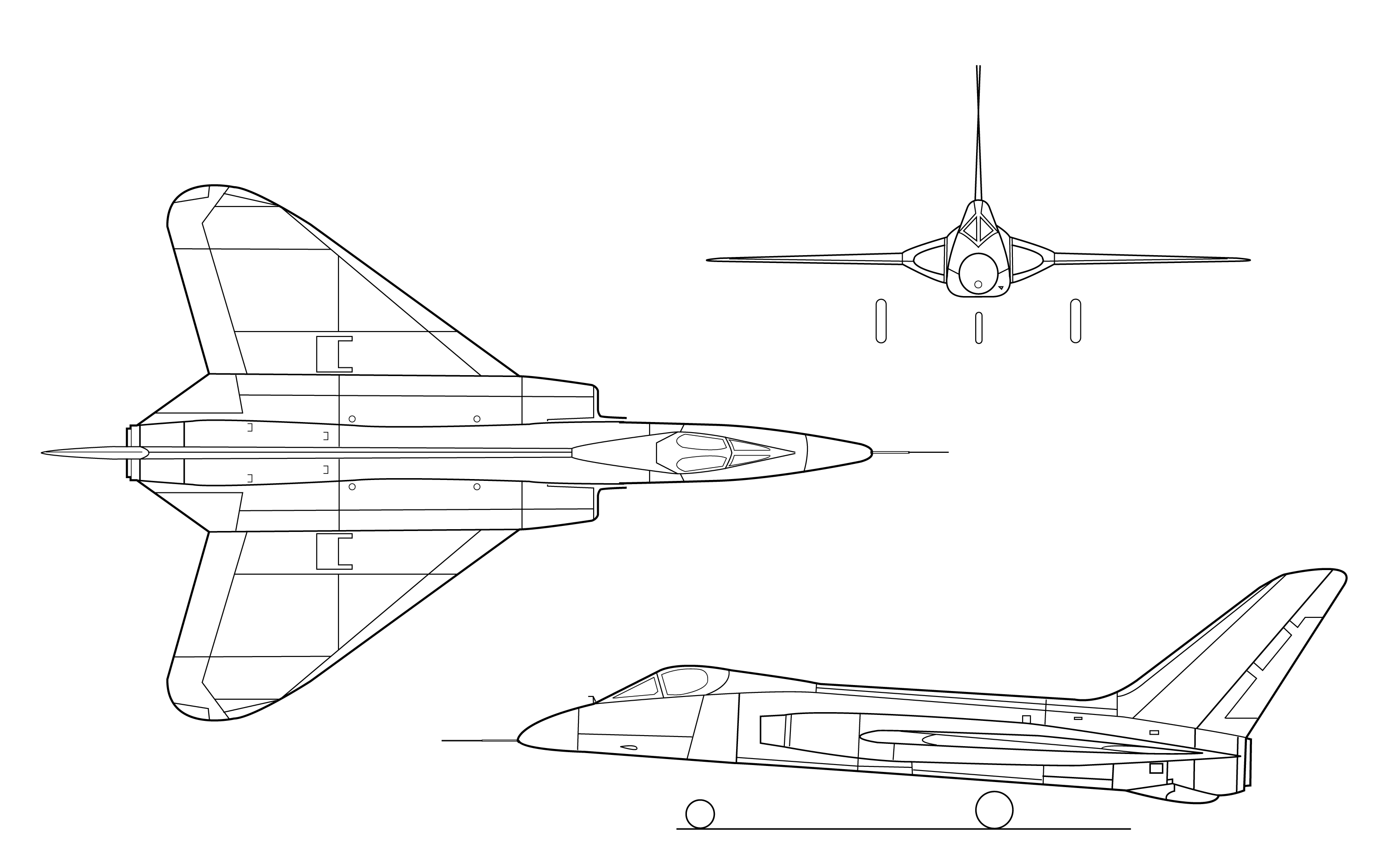
3-Seiten-Riss der F5D-1

| Kenngröße             | Daten der F5D-1                                                                    |
| --------------------- | ---------------------------------------------------------------------------------- |
| Besatzung             | ein Pilot                                                                          |
| Spannweite            | 10,21 m                                                                            |
| Länge                 | 16,40 m                                                                            |
| Höhe                  | 4,52 m                                                                             |
| Flügelfläche          | 51,7 m²                                                                            |
| Flügelstreckung       | 2,0                                                                                |
| Leermasse             | 7.912 kg                                                                           |
| Startmasse            | 11.088 kg                                                                          |
| Triebwerk             | ein Pratt & Whitney J57-P-8 (7257 kg)                                              |
| Höchstgeschwindigkeit | 1.590 km/h                                                                         |
| Reichweite            | 2.148 km                                                                           |
| Gipfelhöhe            | 17.500 m                                                                           |
| Bewaffnung            | vier 20-mm-Kanonen, 4× Sidewinder oder 2× AIM-7-Sparrow-Raketen, 72× 51-mm-Raketen |